# Kokošar
Kokošar je priimek v Sloveniji, ki ga je po podatkih Statističnega urada Republike Slovenije na dan 1. januarja 2010 uporabljalo 83 oseb.

## Znani nosilci priimka
- Aleksander Kokošar, glasbenik
- Ivan Kokošar (1860—1923), skladatelj, nabiralec ljudskih napevov in zborovodja
- Radovan Kokošar, dirigent, godbenik (Salonit Anhovo)
- Stojan Kokošar, gospodarstvenik
- Matic Kokošar, komik, učitelj